# Фомин, Андрей Валерьевич
Андрей Валерьевич Фомин (4 августа 1965, Киржач, Владимирская область, РСФСР, СССР — 1 июля 2023, Чебоксары, Российская Федерация) — российский государственный деятель, юрист. Государственный советник юстиции 3-го класса.
Первый заместитель прокурора Республики Крым (8 апреля 2014 — 16 апреля 2020); исполняющий обязанности прокурора Республики Крым (3 августа 2016 — 2 февраля 2017). Прокурор Чувашской Республики (16 апреля 2020 — 1 июля 2023).

## Биография

### Происхождение
Родился 4 августа 1965 года в городе Киржаче Владимирской области. Затем переехал в Ярославль.
Окончил Ярославский государственный университет им. П. Г. Демидова.

### Профессиональная карьера
С 1992 по 1992 год — стажёр прокуратуры Дзержинского района Ярославской области. С 1992 по 1994 год — помощник прокурора Дзержинского района Ярославской области. С 1994 по 1995 год — прокурор отдела по надзору за законностью судебных постановлений по уголовным делам прокуратуры Ярославской области. С 1995 по 1998 год — заместитель начальника отдела по надзору за законностью судебный постановлений по уголовным делам прокуратуры Ярославской области. С 1998 по 2000 год — начальник отдела по надзору за законностью судебных постановлений по уголовным делам прокуратуры Ярославской области. С 2000 по 2003 год — начальник отдела по надзору за следствием, дознанием и ОРД прокуратуры Ярославской области. С 2003 по 2010 год — прокурор Фрунзенского района прокуратуры Ярославской области. С 2010 по 2014 год — заместитель прокурора Ярославской области.
С 8 августа 2014 по 16 апреля 2020 года — первый заместитель прокурора Республики Крым, проработал на этой должности более пяти лет, под руководством Натальи Поклонской и Олега Камшилова. Государственный советник юстиции 3-го класса.
С 3 августа 2016 по 2 февраля 2017 года — временно исполняющий обязанности прокурора Республики Крым.
16 апреля 2020 года Генеральный прокурор России Игорь Краснов внёс кандидатуру Андрея Фомина на пост прокурора Чувашской Республики, депутаты Госсовета Чувашии единогласно согласовали кандидатуру нового прокурора республики.

### Смерть
1 июля 2023 года погиб во время заплыва на 2,2 километра через реку Волгу. Около 13 часов в 150 метрах от берега ему стало плохо и он начал тонуть. Специалисты спасательной службы достали Фомина на берег без сознания, в его легких уже была вода. В момент заплыва он был одет в гидрокостюм, на нем был спасательный буй. Медики пытались реанимировать его, но реанимационные мероприятия не увенчались успехом.
По предварительной версии, у него случился сердечный приступ; по некоторым данным, Андрей Фомин страдал от острой сердечно-сосудистой недостаточности. Организаторы заплыва утверждали, что все участники заплыва прошли медицинский осмотр перед мероприятием и предоставили справки от врача. Участники фестиваля по заплыву имели правило: если становится плохо, нужно поднять руку; об этом правиле знал Андрей Фомин, опытный пловец; но он во время заплыва не подавал никаких сигналов о помощи.

## Личная жизнь
Андрей Фомин увлекался спортом — был опытным пловцом. Участвовал в заплывах в 2,2 километра через Чебоксарское водохранилище в 2022 и 2023 году в Чебоксарах; постоянно тренировался, несмотря на плотный рабочий график, готовился к заплывам.

## Награды
- Орден «За верность долгу» (Республика Крым, 16 января 2017 года) — за значительный вклад в дело укрепления законности и правопорядка, безупречное исполнение служебных обязанностей, высокий профессионализм и в связи с 295-й годовщиной российской прокуратуры[22]
- Нагрудный знак «Почётный работник прокуратуры Российской Федерации»
- Нагрудный знак прокуратуры Российской Федерации «За безупречную службу»